# Hypnothérapie

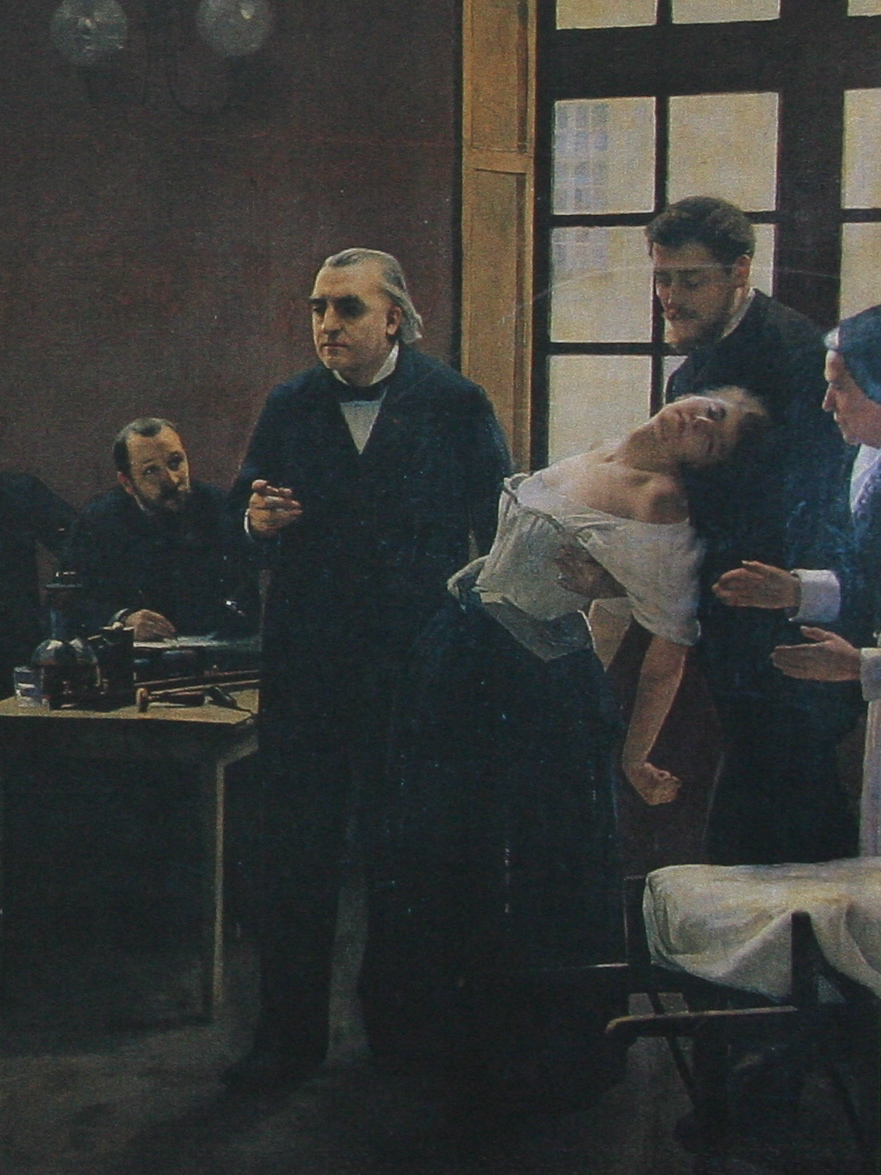

L’hypnothérapie est l'utilisation de l'hypnose à des fins voulues thérapeutiques. Elle est pratiquée par un hypnothérapeute et plus largement par des psychothérapeutes pratiquant l'hypnose.

## Historique
L'hypnothérapie a connu plusieurs périodes.
L'hypnose classique a été promue par l'École de Nancy avec Ambroise-Auguste Liébeault, Hippolyte Bernheim,  Jules Liégeois et Henri Beaunis. 
Jean-Martin Charcot l'a étudiée à l'hôpital de la Salpêtrière à Paris, Jules Bernard Luys et son élève Gérard Encausse l'ont appliquée à l'asile psychiatrique d'Ivry-sur-Seine. 
À partir de 1895, l'hypnothérapie perd de son importance à la suite des travaux de Sigmund Freud et Josef Breuer au profit de la psychanalyse.
Dans les années 1960, l'hypnothérapie reprend ses droits grâce aux avancées de l'hypnose ericksonienne. Puis dans les années 70-80, Erich Lancaster met au point une méthode d'induction à l'hypnose qui discrimine les faux souvenirs induits et projections imaginaires des faits réels constatés dans la plupart des méthodes conventionnelles.

## Domaines d'application
En respectant l'intégrité du patient, l'hypnothérapie peut apporter des effets favorables dans diverses pathologies :
- En obstétrique (réduire les douleurs de l'accouchement)[1],[2] ;
- En anesthésie (diminution du stress lié à l'opération, voire, permettre certaines interventions sans recourir à l'anesthésie générale)[3] ;
- En psychothérapie (timidité, préparations aux examens et concours[4], problèmes scolaires, professionnels…)[5].

On peut citer particulièrement un travail sur les neuropathologies (sclérose), où l'Hypnopraxie a été testée comme alternative thérapeutique dans la gestion de la fatigue chronique, dont le résumé est accessible en ligne et exposé lors du 28e Congrès du Comité européen pour le traitement et la recherche dans les scléroses multiples (Octobre 2012, Lyon).

## Profession
La profession d'hypnothérapeute n'est pas réglementée dans la plupart des pays. Cependant, la quasi-totalité des praticiens sont détenteurs d'un diplôme délivré par une structure adaptée.
Au Canada, ce sont les assureurs, au titre de la responsabilité civile du praticien, qui réclament une formation qualifiée.
En France, plusieurs écoles visent l'obtention d'un titre RNCP pour légitimer la profession.
En Suisse romande, l'Institut Milton Erickson de la Région Lémanique propose une formation professionnelle en hypnose clinique, psychothérapie éricksonnienne et hypnopraxie.

## Liste d'hypnothérapeutes célèbres
- Vladimir Bekhterev (1857-1927) ;
- Hippolyte Bernheim (1840-1919) ;
- Alfred Binet (1857-1911) ;
- Jean-Martin Charcot (1825-1893) ;
- Émile Coué (1857-1926) ;
- John Elliotson (1791-1868) ;
- James Esdaile (1808-1859) ;
- Abbé Faria (1756-1819) ;
- Milton Erickson (1901-1980)
- Sigmund Freud (1856-1939) ;
- Pierre Janet (1859-1947) ;
- Ambroise-Auguste Liébeault (1823-1904) ;
- Franz Mesmer (1734-1815) ;
- Albert Moll (1862-1939) ;
- Ivan Pavlov (1849-1936) ;
- Morton Prince (1854-1929).

## Littérature
- Dans le roman-enquête Retour à Whitechapel de Michel Moatti (2013), un protocole d'hypnothérapie est utilisé à Londres pour aider une patiente à remonter dans ses souvenirs et tenter d'identifier Jack l'Éventreur[9].
- L'Hypnotiseur, de Lars Kepler (2012), met en scène un praticien obligé de recourir à cette technique dans une enquête policière, malgré ses réticences.
- L'Homme de février, Évolution de la conscience et de l'identité en hypnothérapie, permet d'assister à une thérapie menée par Milton Erickson, ensuite interviewé par Ernest Rossi[10].